# Believe (албум групе Disturbed)
Believe је други студијски албум америчког хеви метал бенда Disturbed. Изашао је 17. септембра 2002. Believe је дебитовао као број 1 на Билборд 200 листи, што га чини Disturbed први број 1 као дебитант, за испорукупродат у преко 284.000 примерака у првој недељи. Сертификован је са двоструким Платинумом од АУДК у Сједињеним Америчким Државама 23. септембра 2008.
Албум садржи три успешна сингла и снажно се ослања на верске и духовне теме инспирисане недавним трагедијама. Са већим нагласком на мелодичниму динамику, такође показује ширење у Disturbed музичком опсегу у односу на њихов деби албум. Believe је то последњи албум на коме је Стив „Фаз“ Кмак на басу, који је отпуштен из бенда у 2003.

## Листа песама
1. - 3:41
2. - 3:30
3. - 4:29
4. - 4:28
5. - 4:11
6. - 3:14
7. - 3:57
8. - 3:46
9. - 4:21
10. - 3:53
11. - 3:52
12. - 3:56

- Све композиције компоновали су Дан Донеган, Стив „Фаз“ Кмак, Дејвид Дрејман и Мајк Венгрен, осим где је другачије назначено.